# Moduliruimte
In de algebraïsche meetkunde, een deelgebied van de wiskunde, is een moduliruimte een meetkundige ruimte (meestal een schema of een algebraïsche stack), waarvan de punten algebraïsch-meetkundige objecten van een bepaalde vaste vorm representeren, of isomorfismeklassen van dergelijke objecten. Dergelijke ruimten ontstaan vaak als oplossingen voor classificatieproblemen: als men kan aantonen dat een collectie van interessante objecten (bijvoorbeeld de gladde algebraïsche krommen van een vaste genus) een structuur van een meetkundige ruimte kan worden gegeven, dan kan men zulke objecten parametriseren door coördinaten in de resulterende ruimte te introduceren. In deze context wordt de term "modulus" gebruikt als synoniem voor "parameter"; moduliruimten werden aanvankelijk eerst als ruimten van parameters in plaats als ruimten van objecten begrepen.

## Motivatie
Moduliruimtes zijn ruimten van oplossingen van meetkundige classificatieproblemen. Dat wil zeggen, de punten van een moduliruimte komen overeen met oplossingen van meetkundige problemen. Hier worden verschillende oplossingen geïdentificeerd als ze isomorf zijn (dat wil zeggen, meetkundig hetzelfde). Moduliruimtes kunnen worden gezien als een universele ruimte van parameters voor het probleem. Neem bijvoorbeeld het probleem van het vinden van alle cirkels in het euclidische vlak tot op congruentie gelijk. Elke cirkel kan uniek beschreven worden door drie punten te geven, maar veel verschillende verzamelingen van drie punten geven dezelfde cirkel: de correspondentie is veel-op-een. Cirkels worden echter uniek geparametriseerd door hun middelpunt en straal op te geven: dit zijn twee reële parameters en één positieve reële parameter. Aangezien we alleen geïnteresseerd zijn in cirkels "tot aan congruentie", identificeren we cirkels met verschillende middelpunten maar dezelfde straal, en dus volstaat de straal om de verzameling van belang te parametriseren. De moduliruimte is dus de positieve reële getallen.
Moduliruimtes hebben vaak ook natuurlijke meetkundige en topologische structuren. In het voorbeeld van cirkels, bijvoorbeeld, is de moduli ruimte niet alleen een abstracte verzameling, maar de absolute waarde van het verschil van de stralen definieert een metriek om te bepalen wanneer twee cirkels "dicht" zijn. De meetkundige structuur van moduliruimten vertelt ons lokaal wanneer twee oplossingen van een meetkundig classificatieprobleem "dicht" zijn, maar over het algemeen hebben moduliruimten ook een ingewikkelde globale structuur.

## Voorbeelden

### Projectieve ruimte en grassmannianen
De reële projectieve ruimte Pn is een moduliruimte die de ruimte van lijnen in Rn+1 die door de oorsprong gaan parametriseert. Gelijkaardig is de complexe projectieve ruimte de ruimte van alle complexe lijnen in Cn+1 die door de oorsprong gaan.
Meer algemeen is de Grassmanniaan G(k, V) van een vectorruimte V over een veld F de moduliruimte van alle k-dimensionale lineaire deelruimtes van V.

## Natuurkunde
De term moduliruimte wordt soms gebruikt in de natuurkunde om specifiek te verwijzen naar de moduliruimte van vacuümverwachtingswaarden van een verzameling scalaire velden, of naar de moduliruimte van mogelijke snaarachtergronden.
Moduliruimtes komen in de natuurkunde ook voor in de topologische kwantumveldentheorie, waar men Feynman padintegralen kan gebruiken om de intersectiegetallen van verschillende algebraïsche moduliruimtes te berekenen.